# Emma Tammi
Emma Tammi (Nueva York, 26 de febrero de 1982) es una actriz, productora y directora estadounidense. Es conocida por dirigir películas como The Wind (2018) y Five Nights at Freddy's (2023).

## Biografía
Emma Tammi nació en Nueva York  el 26 de febrero de 1982. Sus padres, Marcia y Paul Tammi, ambos actores de teatro, la introdujeron al cine.  Obtuvo pequeños papeles durante su infancia, en particular como actriz en la película 4 New Yorkaises y en un episodio de la serie New York, policía judicial en 1992.
Después de sus estudios en Wesleyan University, realizó una pasantía con Robert Altman quien tendría una gran influencia en su trabajo. Tras experiencia en el montaje con la película Lost/loved (2010), se mudó a Los Ángeles y se lanzó a la producción, fundando su propio estudio, Mind Hive film, con Henry Jacobson.
Fair Chase, de 2014, es su primera película producida y codirigida con Alex Cullen. Es un documental sobre corredores de fondo . En 2017 codirigió con Henry Jacobson un segundo documental titulado Election day: Lens across America que relata las elecciones presidenciales estadounidenses a través de los ojos de fotoperiodistas.
En 2018 produjo su primera película de ficción, Bloodine dirigida por Henry Jacobson.  El mismo año dirigió la película Terre maudite, un western de terror ambientado en el XVIII . siglo que cuenta la instalación de una pareja, Lizzy e Isaac Macklin, en un lugar aislado de Nuevo México en el que Lizzy Macklin se enfrenta a extraños fenómenos. Fue gracias a su experiencia filmando en los paisajes de Nuevo México para la película Fair Chase que Emma Tammi fue contratada para dirigir Cursed Earth. La película obtuvo un éxito de crítica y fue nominada a festivales (Festival de Cine de Filadelfia) así como en varios concursos (Premios Saturn en la categoría Legion M Breakout director y en los Premios Fangoria Chainsaw). 
En 2020 dirigió la serie de audio de ciencia ficción The Left Right Game, cuyos derechos fueron comprados por Amazon para adaptarla a una serie de televisión.
El mismo año, volvió al cine de terror dirigiendo Delivered, un episodio de la antología de terror Into the Dark, publicado online en la plataforma Hulu, que narra las desventuras de una mujer embarazada cuyos oscuros individuos quieren matarla. bebé.
Emma Tammi continúa, además de dirigir, su actividad como productora cinematográfica. En particular, produjo la película Jay Myself en 2019 dirigida por Stephen Wilkes.

## Filmografía

### Largometraje
| # | Título                  | Año  | Productora                                   | Distribución              |
| - | ----------------------- | ---- | -------------------------------------------- | ------------------------- |
| 1 | The Wind                | 2018 | Divide/Conquer Soapbox Films Mind Hive Films | IFC Films                 |
| 2 | Five Nights at Freddy's | 2023 | Blumhouse Productions                        | Universal PicturesPeacock |

### Próximos proyectos
| # | Título                    | Año  | Productora                                  | Distribución       |
| - | ------------------------- | ---- | ------------------------------------------- | ------------------ |
| 1 | Dollhouse                 | 2024 | 21 Laps Entertainment July Moon Productions | STX Entertainment  |
| 2 | Five Nights at Freddy's 2 | 2025 | Blumhouse Productions                       | Universal Pictures |

### Documental
| # | Título     | Año  | Productora                    |
| - | ---------- | ---- | ----------------------------- |
| 1 | Fair Chase | 2014 | Soapbox Films Mind Hive Films |

### Serie Podcast
| # | Título              | Año  |
| - | ------------------- | ---- |
| 1 | The Left Right Game | 2020 |

### Película de televisión
| # | Título                        | Año  | Productora                                              | Distribución |
| - | ----------------------------- | ---- | ------------------------------------------------------- | ------------ |
| 1 | Election: Lens Across America | 2017 | Blumhouse Productions Mind Hive Films Resonant Pictures | Epix         |

### Series de televisión
| # | Título        | Año       | Productora                                 | Distribución | Notas                                                          |
| - | ------------- | --------- | ------------------------------------------ | ------------ | -------------------------------------------------------------- |
| 1 | Into the Dark | 2020-2021 | Blumhouse Television Blumhouse Productions | Hulu         | Dirigió 2 episodios T2 E8 "Entregado", T2 E12 "Luna de sangre" |

### Editora
| # | Título       | Año  | Notas        |
| - | ------------ | ---- | ------------ |
| 1 | Lost/Loved   | 2010 | cortometraje |
| 2 | Fall Fighter | 2015 |              |

### Actriz
| # | Título      | Año  | Rol           |
| - | ----------- | ---- | ------------- |
| 1 | Used People | 1992 | Young Bibby   |
| 2 | Law & Order | 1992 | Allison Ryder |

### Productora
| # | Título                            | Año  | Notas               |
| - | --------------------------------- | ---- | ------------------- |
| 1 | A Snake Gives Birth to a Snake    | 2014 | cortometraje        |
| 2 | Fair Chase                        | 2014 |                     |
| 3 | Election Day: Lens Across America | 2017 | Productor ejecutivo |
| 4 | Alesso: Falling                   | 2017 |                     |
| 5 | Bloodline                         | 2018 | ejecutivo           |
| 6 | Jay Myself                        | 2019 |                     |